# Vlad Gheorghe

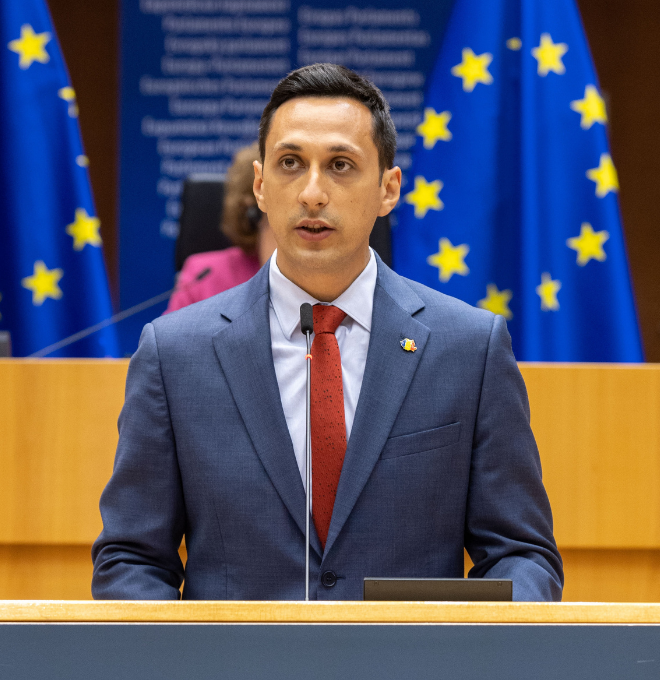
Imagem do político romeno Vlad Gheorghe.

Vlad Gheorghe (nascido a 22 de Fevereiro de 1985) é um político romeno que é membro do Parlamento Europeu.
Entre 2015 e 2016 foi voluntário na Associação Salvar Bucareste. Na Europa, faz parte do grupo parlamentar Renovar a Europa.